# Sydostlänken
| Unknown BSicon "ABZq+l " | Station on transverse track |

| Unknown BSicon "exPSL " |

| Unknown BSicon "eBHF " |

| Unknown BSicon "eBHF " |

| Unknown BSicon "ABZgr " | Unknown BSicon " " |

| Unknown BSicon "eBHF " |

| Unknown BSicon "exPSL " |

| Unknown BSicon "xABZgxr+r " |

| Stop on track |

| Unknown BSicon "hKRZWae " |

| Unknown BSicon "ABZg+r " | Unknown BSicon " " |

| Unknown BSicon "ePSL " |

| Junction both to and from right | Unknown BSicon " " |

| Unknown BSicon "ABZgr " | Unknown BSicon " " |

| Unknown BSicon "tBHFa@f " |

| Unknown BSicon "tSTRe " | Unknown BSicon " " |

| Straight track |

| Unknown BSicon "ABZq+l " | Station on transverse track |

| Unknown BSicon "exPSL " |

| Unknown BSicon "eBHF " |

| Unknown BSicon "eBHF " |

| Unknown BSicon "ABZgr " | Unknown BSicon " " |

| Unknown BSicon "eBHF " |

| Unknown BSicon "exPSL " |

| Unknown BSicon "xABZgxr+r " |

| Stop on track |

| Unknown BSicon "hKRZWae " |

| Unknown BSicon "ABZg+r " | Unknown BSicon " " |

| Unknown BSicon "ePSL " |

| Junction both to and from right | Unknown BSicon " " |

| Unknown BSicon "ABZgr " | Unknown BSicon " " |

| Unknown BSicon "tBHFa@f " |

| Unknown BSicon "tSTRe " | Unknown BSicon " " |

| Straight track |

Sydostlänken är namn på en planerad 58 kilometer lång elektrifierad järnväg med sträckningen Älmhult–Olofström–Karlshamn. Förväntad tidsperiod för byggstart är 2027-2028.
Sydostlänken kommer att koppla samman Blekinge kustbana med Södra stambanan. Från Olofström och norrut till Älmhult kommer den att följa nuvarande banvall (Sölvesborg–Olofström–Älmhults Järnväg), i princip en upprustning med elektrifiering, säkrare plankorsningar och tre nya stationer för persontrafik (Olofström, Lönsboda och Vilshult). Sträckan Olofström–Karlshamn innebär bygge av ny järnväg, inklusive till Karlshamns hamn. Den nya delen av järnvägen kommer då delvis följa den gamla sträckningen av den nedlagda och upprivna Västra Blekinge Järnväg, men istället nå Blekinge kustbana precis norr om väg 15 nära Pukavik.
Det är framförallt Karlshamns hamn och Volvo i Olofström som har efterfrågat Sydostlänken.
2024 fattade regeringen beslut om att Trafikverket ska planera för byggstart under åren 2027–2029.

## Om banan
Banan, som kommer att byggas enkelspårig, kommer främst att användas av godståg, men planeras även för persontrafik. Banan anpassas för en hastighet av 160 km/h och mötesspår planeras att byggas i Kylinge, Olofström, Vilshult, Lönsboda och Hökön. Resandestationer är tänkta att, förutom i Karlshamn och Älmhult, finnas i Olofström, Vilshult och Lönsboda.